# Easter Babies
Easter Babies è un cortometraggio muto del 1911. Il nome del regista non viene riportato nei credit.
Fu l'esordio sullo schermo di Adelaide Lawrence, un'attrice bambina di sei anni.

## Produzione
Il film fu prodotto dalla Vitagraph Company of America.

## Distribuzione
Distribuito dalla General Film Company, il film - un cortometraggio in una bobina - uscì nelle sale cinematografiche USA il 15 aprile 1911.